# Limonia longivena
Limonia longivena är en tvåvingeart som först beskrevs av Edwards 1911.  Limonia longivena ingår i släktet Limonia och familjen småharkrankar. Inga underarter finns listade i Catalogue of Life.